# Myospalax
Myospalax là một chi động vật có vú trong họ Spalacidae, bộ Gặm nhấm. Chi này được Laxmann miêu tả năm 1769. Loài điển hình của chi này là Mus myospalax Laxmann, 1773.

## Các loài
Chi này gồm các loài:
- Myospalax aspalax
- Myospalax myospalax
- Myospalax psilurus